# Luigi Casadei
Luigi Casadei (Ancona, 21 ottobre 2001) è un atleta paralimpico italiano, primatista mondiale e campione del mondo del lancio del giavellotto nella categoria II1 (Intellettivo-relazionali).

## Record italiani

### Assoluti
- Lancio del giavellotto: 60,66 m ( Avellino, 10 luglio 2024)
- Lancio del peso: 11,29 m ( Ancona, 15 marzo 2025) Record Italiano Indoor

## Palmarès
| Anno | Manifestazione | Sede      | Evento      | Risultato | Prestazione | Note                                   |
| ---- | -------------- | --------- | ----------- | --------- | ----------- | -------------------------------------- |
| 2021 | Mondiali       | Bydgoszcz | Giavellotto | Oro       | 53,37 m     | Record europeo                         |
| 2022 | Europei        | Cracovia  | Giavellotto | Oro       | 53,46 m     | Record europeo                         |
| 2023 | Global Games   | Vichy     | Giavellotto | Oro       | 52,73 m     |                                        |
| 2024 | Europei        | Uppsala   | Giavellotto | Oro       | 56,41 m     | Record europeo · Record dei campionati |

## Campionati nazionali
2025
- Oro ai campionati italiani assoluti FISDIR, 21 Giugno, Molfetta, lancio del Giavellotto II1 - 57,16 mt
- Oro ai campionati italiani assoluti FISDIR, 20 giugno, Molfetta, lancio del peso II1 - 10.44 mt
- Oro ai campionati italiani indoor FISDIR (Ancona), lancio del peso II1 - 11,23 mt
- Oro ai campionati italiani invernali Lanci FISPES (Ancona), lancio del peso F20 - 11,29 mt (RI Indoor)

2024
- Oro ai campionati italiani assoluti FISDIR (Molfetta), lancio del Giavellotto II1 - 57,33 mt (RM)

- Oro ai campionati italiani indoor FISDIR (Molfetta), lancio del peso II1 - 10.02 mt

- Oro ai campionati italiani indoor FISDIR (Ancona PalaCasali), lancio del peso F20 - 10.43 mt
- Oro ai campionati italiani indoor FISPES (Ancona PalaCasali), lancio del peso F20 - 9.72 mt

2023
- Oro ai campionati italiani FISDIR (Montebelluna), lancio del giavellotto II1 - 48.86 mt
- Argento ai campionati italiani FISDIR  (Montebelluna), peso II1 seniores - 9,59m
- Oro a squadre ai campionati italiani di società FISPES (Modena), CDS Promozionale - 89.168 punti
- Oro a squadre ai campionati italiani di società FISPES (Modena), CDS Assoluto - 38.432 punti

2022
- Argento ai campionati italiani FISDIR indoor (Ancona), peso II1 seniores - 9,92m
- Bronzo ai campionati italiani FISDIR (Molfetta), getto del peso II1 - 9,76 m
- Oro ai campionati italiani FISDIR (Molfetta), lancio del giavellotto II1 - 49,56 m
- Oro a squadre ai campionati italiani di società FISPES (Brescia), CDS Promozionale - 73140 punti
- Oro a squadre ai campionati italiani di società FISPES (Brescia), CDS Assoluto - 35159 punti

## Premi e riconoscimenti
2024
- Il CIP Marche gli conferisce la "benemerenza sportiva per i risultati internazionali del 2023", 24 maggio 2024

2023
- Il Comitato Italiano Paralimpico (CIP) gli conferisce, unico atleta marchigiano, la "Medaglia d’oro al Valore Sportivo", 31 marzo 2023

2022
- riceve dal sindaco di Ancona, Valeria Mancinelli, la civica benemerenza, “il Ciriachino”, 3 maggio 2022

2021
- Migliore atleta della manifestazione ai Campionati Mondiali Virtus a Bydgoszcz, 14 giugno 2021